# Lindsay i Sidney Greenbush
Lindsay i Sidney Greenbush (ur. 25 maja 1970 w Los Angeles) – amerykańskie aktorki dziecięce; siostry bliźniaczki, występowały w roli Carrie Ingalls w serialu telewizyjnym Domek na prerii, którą odtwarzały na zmianę przez osiem lat.

## Życiorys
Naprawdę nazywają się Rachel Lindsay Rene Bush i Robyn Sidney Danae Bush. Są córkami aktora Billy’ego Green Busha i siostrami Claya Greenbusha, również aktora.
Od trzeciego roku życia występowały w telewizji. By utrudnić ich identyfikację poza nią, rodzice postanowili przedstawiać je w czołówkach, używając drugich imion. W ten sposób, w swojej najbardziej znanej produkcji – "Domku na prerii" – występowały jako Lindsay Sidney Greenbush (co dodatkowo pozwoliło ukryć fakt, że są bliźniaczkami).
Pojawiły się także w wielu reklamówkach, w tym dla firm KFC, Mattel i Wrigley. Brały udział w programach telewizyjnych i radiowych, akcjach dobroczynnych, spotykały się z amerykańskimi politykami – wszystko to na fali popularności swojego koronnego serialu. Po zakończeniu kariery w Domku na prerii, grały jeszcze przez kilka lat, nie odnosząc jednak większych sukcesów.
Aktualnie obie zajmują się trenowaniem koni wyścigowych i startują w zawodach. Sporadycznie – głównie Sidney – występują publicznie w audycjach radiowych i telewizyjnych oraz spotkaniach na żywo, związanymi z ich dziecięcą karierą. Lindsay dodatkowo zajmuje się amatorsko boksem.

## Filmografia

### Wspólna
- 2007: Weekend Today, 1987-nadal ..... występ w show telewizyjnym
- 1991: Michael Landon – Radosne wspomnienia (Michael Landon: Memories with Laughter and Love) ..... Carrie Ingalls (zdjęcia archiwalne)
- 1974–1982: Domek na prerii (Little House on the Prairie, 1974-84) ..... Carrie Ingalls
- 1979: Little House Years (TV) ..... Carrie Ingalls
- 1974: Domek na prerii (TV) ..... Carrie Ingalls
- 1973: Sunshine (TV) ..... Jill Hayden

### Lindsay
- 2007: Weekend Today, 1987-nadal ..... występ w show telewizyjnym
- 1983: Matt Houston, 1982-85 ..... Butterfly (występ gościnny w odcinku serialu)

### Sidney
- 2001: To Tell the Truth, 2000-02 ..... występ w show telewizyjnym
- 1983: Hambone and Hillie ..... Amy McVickers